# کاهاپاتولا
کاهاپاتولا (به لاتین: Kahapathwela) یک منطقهٔ مسکونی در سری‌لانکا است که در استان مرکزی (سری‌لانکا) واقع شده‌است.